# Приліпська сільська рада
Приліпська сільська рада — колишній орган місцевого самоврядування у Козельщинському районі Полтавської області з центром у селі Приліпка.

## Населені пункти
Сільраді були підпорядковані населені пункти:
- c. Приліпка
- с. Глибока Долина